# Ceratochrysa
Ceratochrysa är ett släkte av insekter. Ceratochrysa ingår i familjen guldögonsländor.
Kladogram enligt Catalogue of Life:
| Ceratochrysa | \| \| Ceratochrysa antica \| \| \| \| \| \| Ceratochrysa ceratina \| \| \| \| \| \| Ceratochrysa disparilis \| \| \| \| |
|              | \| \| Ceratochrysa antica \| \| \| \| \| \| Ceratochrysa ceratina \| \| \| \| \| \| Ceratochrysa disparilis \| \| \| \| |
|              | Ceratochrysa antica |
|              | |
|              | Ceratochrysa ceratina                                                                                                   |
|              | |
|              | Ceratochrysa disparilis                                                                                                 |
|              | |